# Naftna ploščad
Naftna ploščad oz. platforma (ang. Offshore platform ali oil rig) je velika struktura na morju, ki se uporablja za vrtanje, črpanje, procesiranje nafte ali plina. Kdaj se uporablja tudi za kratkotrajno hranjenje produktov. Pridobljeno nafto pošiljajo naprej po podmorskih naftovodih (plinovodih) ali pa na FPSO, ki jo potem naloži na tankerje.
Delavci v veliko primerih tudi živijo na ploščadi. Po navadi se jih oskrbuje z ladjami, delavce pa največkrat prevažajo helikopterji, ker so hitrejši.

## Tipi
Naftne ploščadi in vrtine so med največjimi gibljivimi objekti človeške izdelave sploh. Obstaja več tipov:

## Najgloblje naftne ploščadi
Najgloblja ploščad na svetu je plavojoča ploščad Perdido v Mehiškem zalivu z globino 2.438 m (7.999 ft).
Druge neplavajoče pločadi in fiksne platforme
- Petronius Platform, 535 m (1.755 ft)
- Baldpate Platform,  502 m (1.647 ft)
- Bullwinkle Platform,  413 m (1.355 ft)
- Pompano Platform,  393 m (1.289 ft)
- Benguela-Belize Lobito-Tomboco Platform,  390 m (1.280 ft)
- Tombua Landana Platform,  366 m (1.201 ft)
- Harmony Platform,  366 m (1.201 ft)
- Troll A Platform,  303 m (994 ft)
- Gulfaks C Platform,  217 m (712 ft)